# Selz (rzeka)
Selz – rzeka w południowo-zachodnich Niemczech o długości 43 km. Jest lewym dopływem Renu. Źródło rzeki znajduje się w okolicach miejscowości Orbis, w Powiecie Donnersberg. Po ośmiu kilometrach rzeka dociera do Alzey, gdzie przepływa przez staw, a następnie znika pod ziemią, płynąc przez kanalizację miasta. Następnie Selz przepływa przez Gau-Odernheim, Nieder-Olm oraz Ingelheim am Rhein, gdzie wpływa do Renu.